# Anastrepha sinvali
Anastrepha sinvali är en tvåvingeart som beskrevs av Zucchi 1982. Anastrepha sinvali ingår i släktet Anastrepha och familjen borrflugor. Inga underarter finns listade i Catalogue of Life.